# スクリーン

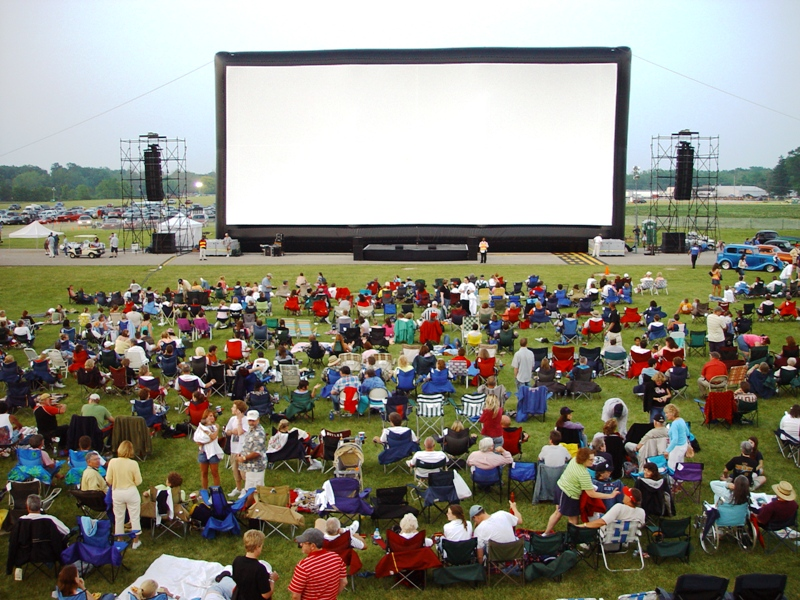
野外映画のスクリーン

スクリーン（英: projection screen）は、映写機やプロジェクターから投射される映像（映画など）を映し出す平面またはその装置。映写幕（えいしゃまく）や投射スクリーン（とうしゃスクリーン）ともいう。

## 映写方式
スクリーンは映写方式によってフロントスクリーン（反射式スクリーン）とリアスクリーン（透過式スクリーン）に大別される。

### フロントスクリーン
フロントスクリーン（反射式スクリーン）は一般的なスクリーンで、視聴する人の視線と同じ方向に拡大投影して用いるスクリーンである。フロントスクリーンの観視環境は暗室に限定されるが、高画質の映像投射に適している。また、投射空間が視聴する人の頭上の空間にあるため空間の経済性に優れている。
フロントスクリーンには表面を完全拡散反射面（ランバート面）とすることで、視聴する人からの角度の影響を抑えた無指向性スクリーン（マット・スクリーン）がある。また、フロントスクリーンの指向性スクリーンにはビーズ・スクリーン（beaded screen）やメタリック・スクリーン（シルバー・スクリーン）がある。

### リアスクリーン
リアスクリーン（透過式スクリーン）は特殊なスクリーンで、スクリーンの裏側から投影したものを、スクリーンを通して前側から視聴するものである。リアスクリーンは明室環境での比較的小画面での映像投射に適している。
フロントスクリーン（反射式スクリーン）では完全拡散反射面に近づけることで無指向性スクリーンを製作することができるが、リアスクリーン（透過式スクリーン）の場合は透過光を減衰させずに拡散させる技術が開発されておらず無指向性スクリーンは製作不可能とされている。
リアスクリーンの指向性スクリーンには拡散型リアスクリーン、レンチキュラー・スクリーン、レンズアレイ・スクリーン、フレネルレンズ付スクリーンなどがある。

## 派生的な用法
一方、映画館にある「観客席を備えて、映画を投射できるスクリーンを持つ部屋（講堂）」のことを「スクリーン」と呼ぶ場合もある。また、シネマコンプレックスのような複数のスクリーンを持つ映画館では、スクリーンの数を数える単位としても使われる（「8スクリーン」など）。
かつて映写幕は表面に銀皮膜を塗布していたことから銀幕（ぎんまく）と呼ぶことがあり、そこから映画作品のことを比喩的に「銀幕」と呼び、映画作品で著名な女優を「銀幕のヒロイン」などと呼び習わすようになった。
このほか映像を映し出す平面という意味から、コンピュータの表示画面をスクリーンと呼ぶことがある。